# Rostbukig visslare
Rostbukig visslare (Pachycephala rufiventris) är en fågel i familjen visslare inom ordningen tättingar. Fågeln förekommer i Australien och på Nya Kaledonien. Den minskar i antal men beståndet anses vara livskraftigt.

## Utseende och läte
Rostbukig visslare är en robust tätting med kort och relativt kraftig näbb. Hanen är ljusgrå ovan, ljusorange under, med tydlig vit strupe som kantas bakåt av svart. Hona och ungfågel är gråaktig ovan, ljus under med kraftiga streck som suddas ut mot beigefärgade nedre delen av buken. Sången är ett högljutt visslande som hörs från båda könen.

## Utbredning och systematik
Rostbukig visslare delas in i fem underarter med följande utbredning:
- Pachycephala rufiventris minor – Melville och Bathurst (Northern Territory)
- Pachycephala rufiventris falcata – norra Australien (Broome, Western Australia till nordöstra Northern Territory)
- Pachycephala rufiventris pallida – norra och nordvästra Queensland (Nicholsonfloden till Cape York-halvön)
- Pachycephala rufiventris rufiventris – Australien (utom norra och torra trädlösa områden)
- Pachycephala rufiventris xanthetraea – Nya Kaledonien

## Status och hot
Arten har ett stort utbredningsområde, men tros minska i antal, dock inte tillräckligt kraftigt för att den ska betraktas som hotad. Internationella naturvårdsunionen IUCN listar arten som livskraftig (LC).

## Bilder

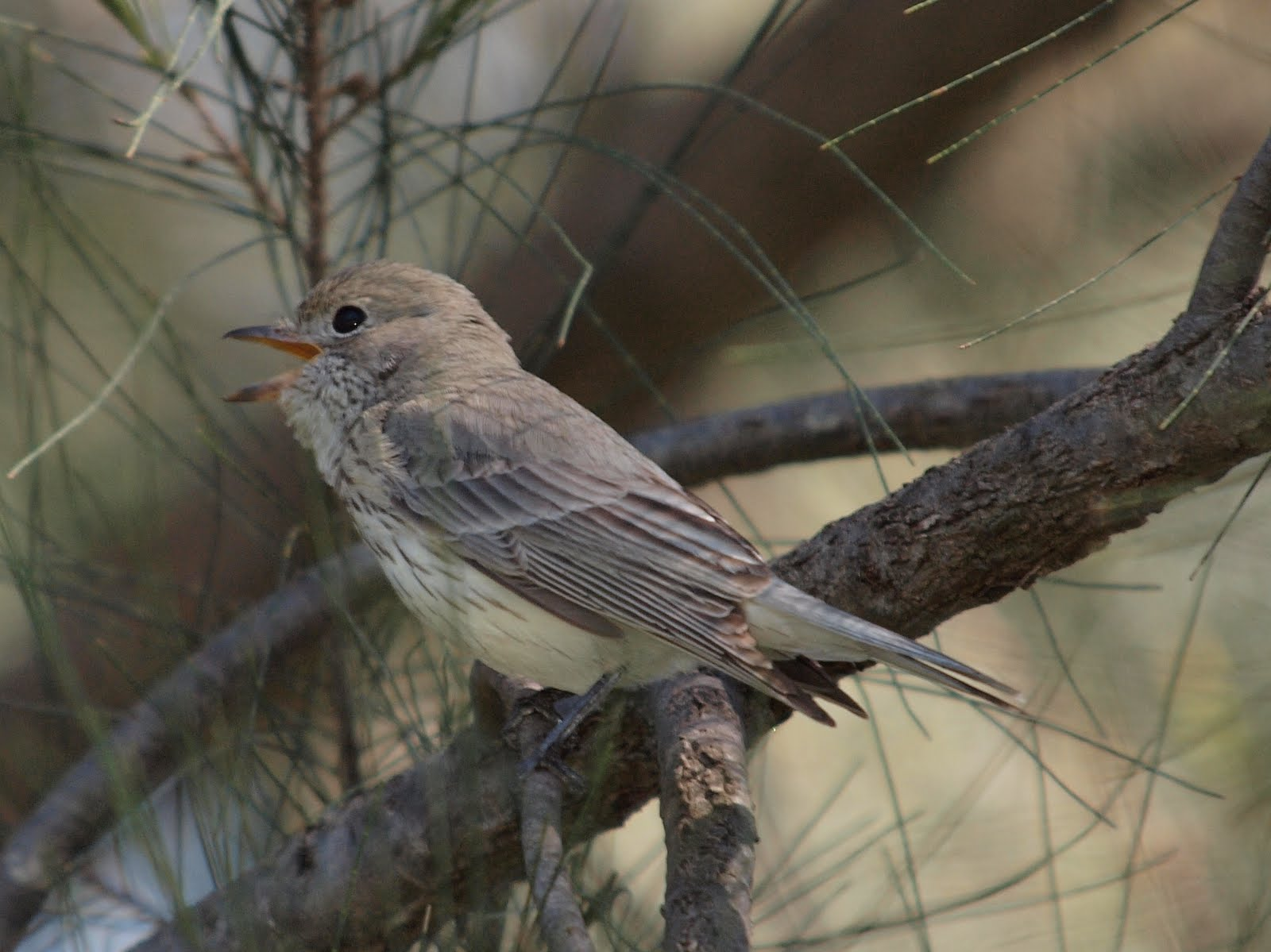
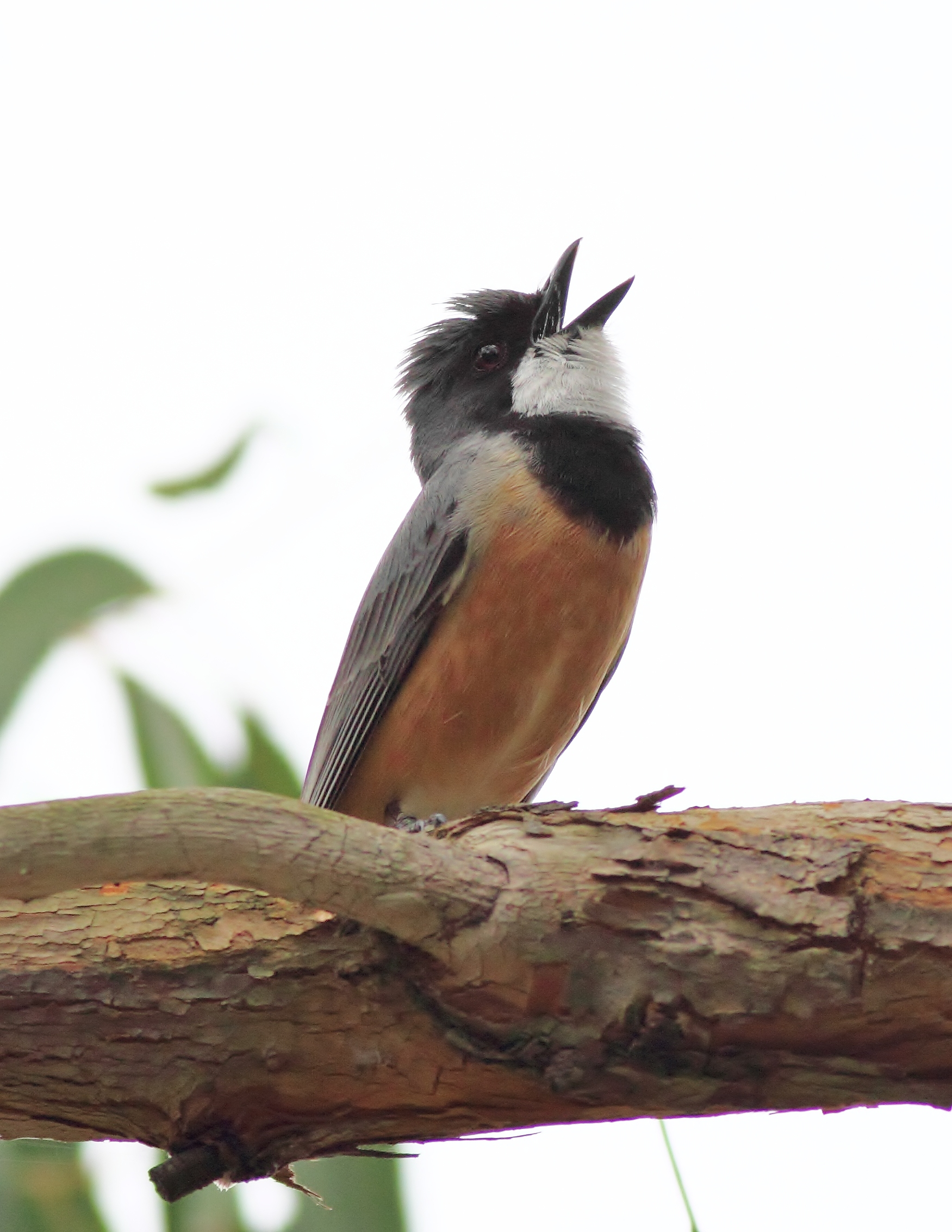
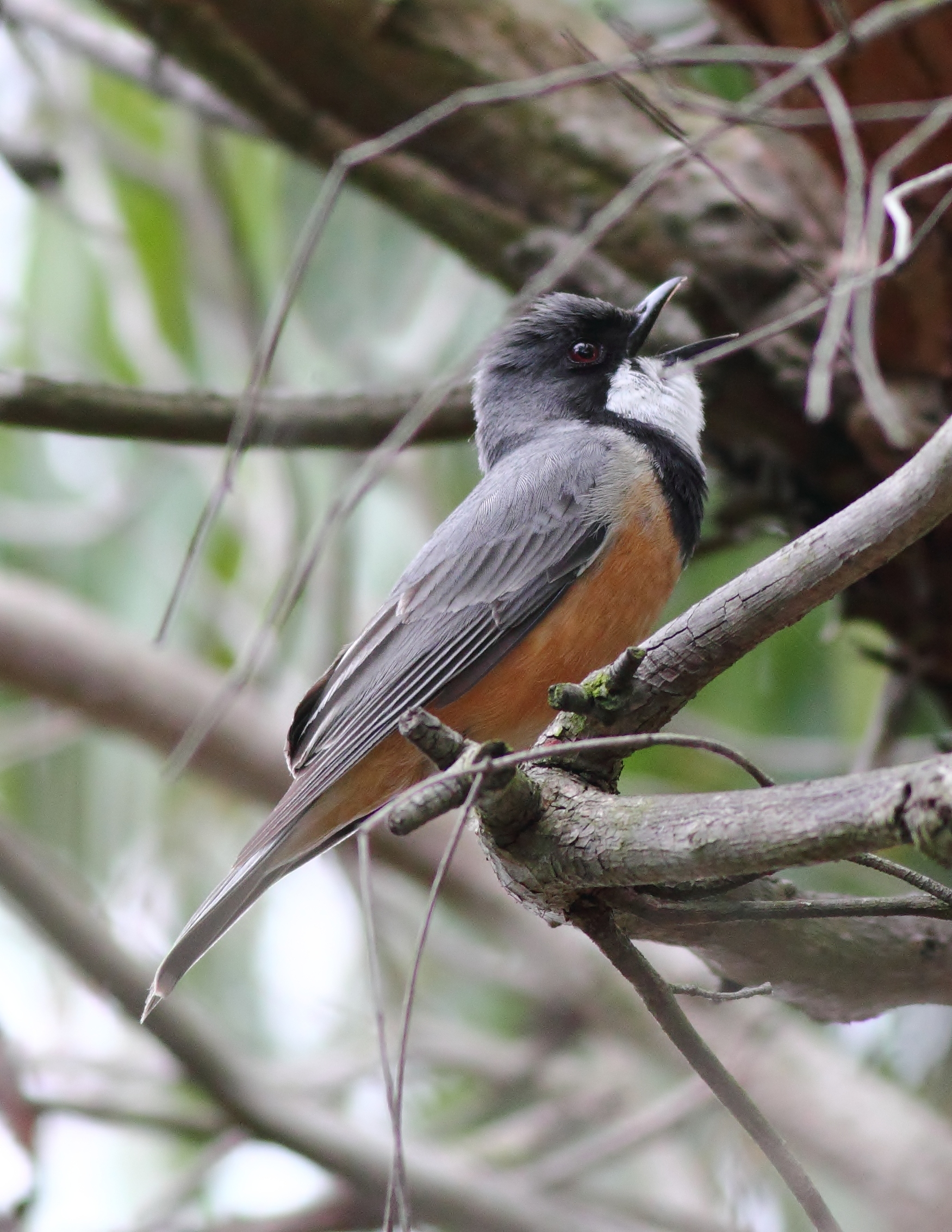